# Kim Blæsbjerg
Kim Blæsbjerg (født 4. juni 1974) er en dansk forfatter, uddannet fra Forfatterskolen 1997. Han har i flere omgange modtaget Statens Kunstfonds anerkendelse og har endvidere en omfattende virksomhed med oplæsninger og foredrag.
Kim Blæsbjerg var i en årrække den organisatoriske hovedkraft på Forfatterlandsholdet, hvor han også selv spillede.
Han modtog i 2024 De Gyldne Laurbær for romanen De bedste familier.

## Udgivelser
- Fælder, Borgen, 2002 (prosa)
- Niels Bohrs kærlighed, Borgen, 2003 (roman)
- Rådhusklatreren, Borgen, 2007 (roman)
- Pyramiden, Rosinante, 2010 (roman)
- Flugten, Dansklærerforeningens Forlag, 2011 (ungdomsroman)
- Desertørerne 1, Rosinante, 2016 (roman)
- Desertørerne 2, Rosinante, 2017 (roman)
- Desertørerne 3, Rosinante, 2018 (roman)
- De bedste familier, Gutkind, 2023 (roman)

## Eksterne links
- Kim Blæsbjerg på Bibliografi.dk
- Kim Blæsbjerg på Litteratursiden.dk
- Kim Blæsbjerg på Forfatterweb.dk